# Omophoena taeniata
Omophoena taeniata là một loài bọ cánh cứng trong họ Cerambycidae.